# Vaux-sur-Vienne
Vaux-sur-Vienne – miejscowość i gmina we Francji, w regionie Nowa Akwitania, w departamencie Vienne.
Według danych na rok 1990 gminę zamieszkiwało 556 osób, a gęstość zaludnienia wynosiła 79 osób/km² (wśród 1467 gmin regionu Poitou-Charentes Vaux-sur-Vienne plasuje się na 515. miejscu pod względem liczby ludności, natomiast pod względem powierzchni na miejscu 990.).